# Radenski Vrh
Radenski Vrh je naselje v Občini Radenci.